# Alginato sintasi
La alginato sintasi è un enzima appartenente alla classe delle transferasi, che catalizza la seguente reazione:
GDP-D-mannuronato + (alginato)n ⇄ GDP + (alginato)n+1